# Pleurobranchaea californica
Pleurobranchaea californica är en snäckart som beskrevs av Frank Mace MacFarland 1966. Pleurobranchaea californica ingår i släktet Pleurobranchaea och familjen Pleurobranchidae. Inga underarter finns listade i Catalogue of Life.